# Accademia Nazionale di Santa Cecilia
A Accademia Nazionale di Santa Cecilia ("Academia Nacional de Santa Cecília") é uma academia e escola de música italiana, uma das instituições musicais mais antigas de todo o mundo.

## História
Sedeada no Auditório Parco della Musica em Roma, a Accademia Nazionale di Santa Cecilia foi fundada em 1585, pela bula papal Ratione congruit do Papa Sisto V, invocando o nome de dois santos proeminentes da história da música ocidental: São Gregório, que emprestou o nome ao canto gregoriano, e Santa Cecília, a padroeira da música. Inicialmente fundada como uma congregação religiosa destinada aos músicos e compositores de Roma, a Accademia evoluiu ao longo dos séculos para se transformar numa academia aclamada internacionalmente (com 100 músicos reconhecidos formando o corpo académico) e num conservatório de música dispondo de um coro e uma orquestra sinfónica (Orchestra dell'Accademia Nazionale di Santa Cecilia).
A primeira sede da Congregação, no período de 1585 a 1622, foi a igreja de Santa Maria ad Martires, mais conhecida como Panteão. Sucessivas mudanças levaram-na para a igreja de San Paolino alla Colonna (1622-52), Santa Cecilia in Trastevere (1652-61), San Nicola dei Cesarini (1661-1663), Santa Maria Maddalena (1663-85), e, finalmente, San Carlo ai Catinari em 1685.
Durante o primeiro século da sua existência, a Congregação foi o local de trabalho de um grande número de proeminentes compositores da época, como Giovanni Pierluigi da Palestrina. Neste período, a instituição esteve por vezes envolvida em forte rivalidade com outra importante organização musical, o Coro da Capela Sistina, sobre o direito de controlar o acesso à profissão de músico, de formar músicos e de publicar música. Esta rivalidade nunca foi resolvida, tendo-se prolongado por todo o período de existência dos Estados Pontifícios, até 1870, quando o chamado poder temporal da Igreja foi extinto por uma intervenção militar do novo estado-nação italiano.
O início do século XVIII foi particularmente brilhante para a história da Accademia. Entre os nomes a ela associados contavam-se Arcangelo Corelli, or irmãos Alessandro e Domenico Scarlatti, e Niccolò Jommelli. Em 1716, o Papa Inocêncio XI decretou que todos os músicos exercendo a sua profissão em Roma deveriam tornar-se membros da Congregação. 
Durante o período das Guerras Napoleónicas a Accademia suspendeu a sua actividade, tendo reaberto apenas em 1822, alguns anos após a restauração da Casa de Bourbon pelo Congresso de Viena. Os anos que medearam entre a reabertura e o fim dos Estados Pontifícios, em 1870, foram de grande mudança. A organização abriu-se a categorias de arte até aí excluídas, como a dança, a poesia, a história da música, e a novas profissões, como manufactura de instrumentos musicais e editores de música. Em 1838, a Congregação de Santa Cecília recebeu a designação oficial de "Academia", e posteriormente de "Academia Papal". A lista de membros activos e membros honorários da Academia nesta fase é formidável, e incluía Luigi Cherubini, Mercadante, Donizetti, Rossini, Paganini, Daniel Auber, Liszt, Mendelssohn, Berlioz, Gounod e Meyerbeer, bem como algumas cabeças coroadas da Europa, como a Rainha Vitória. 
Após a unificação de Itália, a Accademia restabeleceu-se com a formação de um coro e orquestra sinfónica, a partir de 1895. Deixou de ser apenas um Liceu - uma escola musical - para passar a ser um conservatório completo, a que se associam a Escola Dramática “Eleonora Duse” e um centro dedicado ao cinema experimental. A inovação mais recentemente introduzida foi a digitalização e catalogação do seu vasto arquivo musical, incluindo uma importante colecção de etnomusicologia, que passou a ser possível consultar on-line na nova biblioteca multimedia. 
Actualmente, a Accademia dispõe também de um museu de instrumentos musicais (o MUSA).